# Rue de Forbin
La rue de Forbin est une voie marseillaise située dans les 2e et 3e arrondissements de Marseille. 

## Situation et accès
Elle débute sur la place de Strasbourg au niveau de l’avenue Camille-Pelletan puis, au croisement avec le boulevard de Paris entame une longue descente jusqu’à la place de la Joliette où elle se termine. 
Elle est desservie par la ligne  du réseau RTM.

## Origine du nom
La rue est nommée en hommage à la famille de Forbin.

## Historique
Elle prend son nom actuel le 25 avril 1868.

## Bâtiments remarquables et lieux de mémoire
- Au numéro 38 se trouvait l’ancien hôpital Paul-Desbief, démoli en 2014 et transféré à l’hôpital européen de Marseille située rue Désirée-Clary, tout comme l’hôpital Ambroise-Paré.
- Au numéro 41 se trouve l'Asile de nuit de l'Ordre hospitalier de Saint-Jean-de-Dieu[1].